# حيز كامن
في التشريح، يُشير مُصطلح الحيز الكامن (بالإنجليزية: potential space)‏ إِلى الحَيز أو التَجويف مُحتمل التواجد نتيجةً لِوجود جُزأين مُتقاربين غير مُتلاحمين تماماً، حيثُ لا يظهر هذا الحَيز خلال الأداء الوظيفي الاعتيادي، وعادةً ما يُعتبر التَجويف الجَنبي الموجود بينَ الجنب الحَشوي والجِداري في الرِئة حيز كامِن، وذلك لاحتوائه على بَعض السَوائل الموجودة في حيز صَغير.

## أَمثِلة
من الأَمثلة على الحَيز الكامِن في جسم الإنسان ما يَلي:
- التامور.
- جوف الصفاق.
- الحيز تحت الجافية.
- التَجويف الضِلعي الحِجابي.